# Пампа (Тексас)
Пампа (енгл. Pampa) град је у америчкој савезној држави Тексас. Налази се у округу Греј, чије је седиште. По попису становништва из 2010. у њему је живело 17.994 становника.

## Демографија
Према попису становништва из 2010. у граду је живело 17.994 становника, што је 107 (0,6%) становника више него 2000. године.
| Група             | 2000.          | 2010.          |
| Белци             | 14.170 (79,2%) | 12.312 (68,4%) |
| Афроамериканци    | 689 (3,9%)     | 595 (3,3%)     |
| Азијати           | 74 (0,4%)      | 77 (0,4%)      |
| Хиспаноамериканци | 2.454 (13,7%)  | 4.681 (26,0%)  |
| Укупно            | 17.887         | 17.994         |